# Supercoppa bielorussa 2018 (pallavolo maschile)
La Supercoppa bielorussa 2018 si è svolta il 21 settembre 2018: al torneo hanno partecipato due squadre di club bielorusse maschili e la vittoria finale è andata per la prima volta allo Šachcër Salihorsk.

## Regolamento
Le squadre hanno disputato una gara unica.

## Squadre partecipanti
| Squadra           | Qualificazione                          | Ultima partecipazione      |
| ----------------- | --------------------------------------- | -------------------------- |
| Šachcër Salihorsk | Vincitrice Vysšaja Liha 2017-18         | Supercoppa bielorussa 2017 |
| Budaŭnik Minsk    | Vincitrice Coppa di Bielorussia 2017-18 | Supercoppa bielorussa 2017 |

## Torneo
| 21 settembre 2018 Zivs Lokomotiv, Homel' Durata: 1h:44 - Spettatori: 740 | Šachcër Salihorsk | 3 - 1 | Budaŭnik Minsk | 25-20, 25-22, 19-25, 25-21 |